# Ruleta

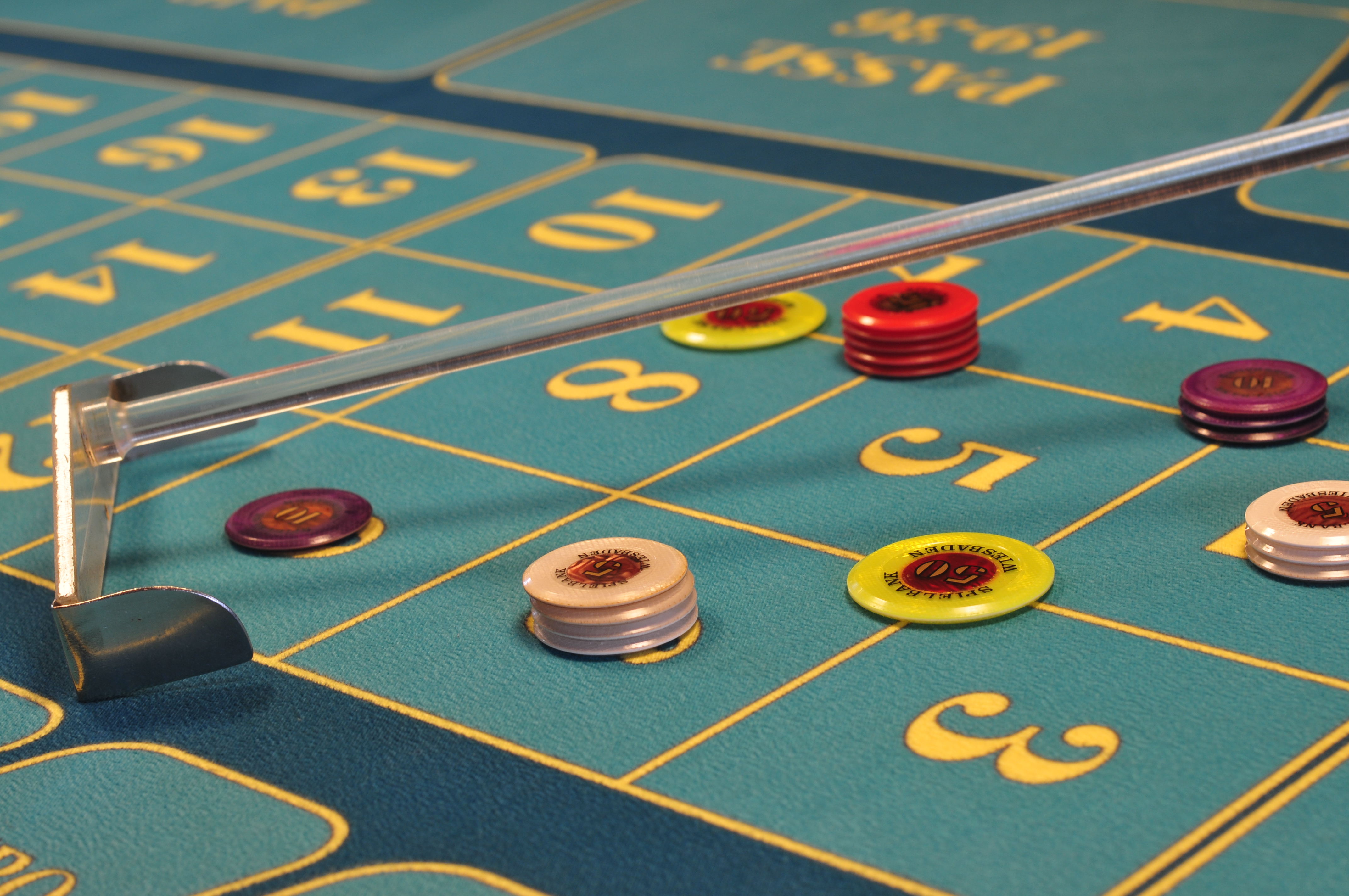
Apostes al tapet

disposició dels números dins el cilindre de ruleta francesa

La ruleta és un joc d'atzar pur i de contrapartida. Es tracta d'una roda que gira sobre el seu eix horitzontalment. El perímetre d'aquest plat està dividit en 37 compartiments numerats sense cap ordre (del 0 al 36) i pintats de colors vermell i negre, i un verd amb el nombre zero. El crupier tira una petita bola de vori (modernament de tefló) en direcció contrària al sentit del plat i dona diverses voltes a l'interior d'un tambor estàtic que envolta la roda. Finalment la bola cau en un dels números que resultarà el guanyador. La taula de ruleta està coberta per un tapet que té dibuixats els números sobre els quals els jugadors emplacen les seves fitxes. Aquest joc permet múltiples tipus d'apostes i combinacions.

## Història
Els antecedents d'aquest joc es remunten a les rodes de la fortuna romanes o al joc de la baboia. La ruleta moderna, que sorgeix com una evolució del joc d'auca i del biribís als que se’ls incorpora una ruleta similar a la que s'utilitzava per jugar a ‘even and odd', fou inventada a França a finals del segle xviii, i hi apareixen els colors vermell i negre, i en 1842 el matemàtic Blaise Pascal va eliminar una de les dues caselles del zero, augmentant les possibilitats dels jugadors, i atraient als jugadors primer al casino de Bad Homburg i a partir de 1860 al casino de Montecarlo, on Carles III de Mònaco havia legalitzat els jocs d'atzar, però impedia als habitants del Principat entrar al casino.
Les primeres notícies sobre a aquest joc a Catalunya són de 1881, quan es va instal·lar la primera al Reial Cercle Artístic. El 1908 va ser inclòs dins la llista dels jocs il·lícits.

## Regles de joc

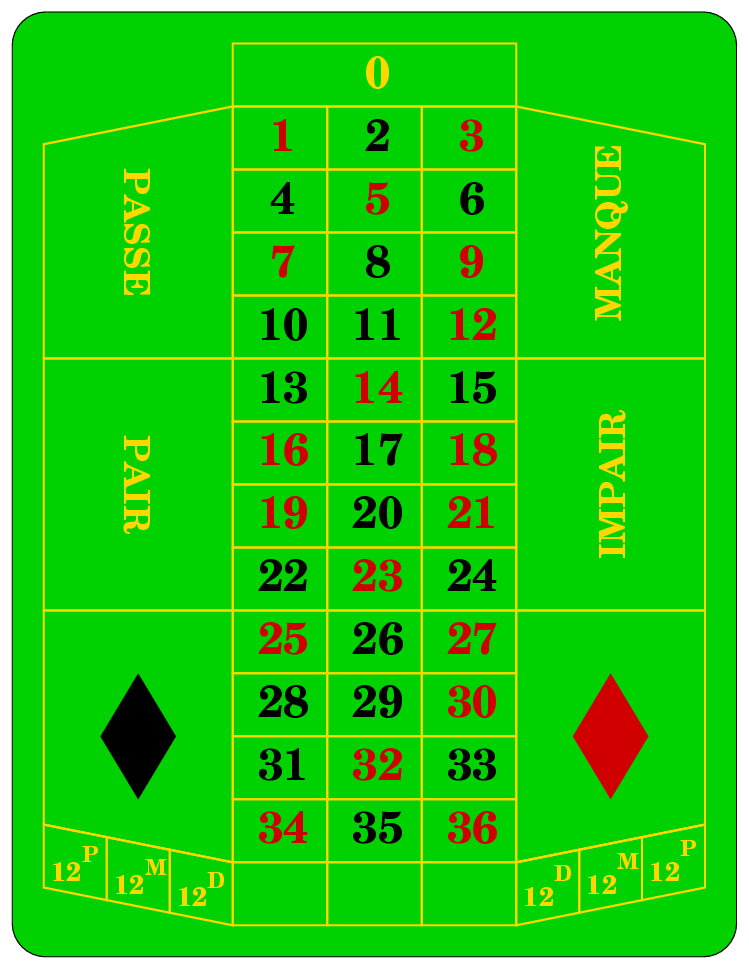
Tapet de ruleta francesa

Els jugadors fan les seves apostes sobre les caselles que hi ha en el tapet. En el joc de ruleta hi ha dos tipus d'apostes: les sorts senzilles i les sorts múltiples.
- Les sorts senzilles són vermell o negre, parell o senar, manca o passa. En totes aquestes sorts hi juguen 18 números. Aquesta aposta té gairebé la meitat de les probabilitats de sortir guanyadora. Les apostes guanyadores es paguen 1 vegada. Quan surt el zero, totes les sorts senzilles perden virtualment la meitat del seu valor.

- Les sorts múltiples són:
- Ple. Juga 1 número. Es guanya 35 vegades l'aposta
- Cavall. Juga 2 números. Es guanya 17 vegades l'aposta.
- Transversal. Juga 3 números. Es guanya 11 vegades l'aposta.
- Quadre. Juga 4 números. Es guanya 8 vegades l'aposta.
- Sisena. Juga 6 números. Es guanya 5 vegades l'aposta.
- Columna i dotzena. Juguen 12 números. Es guanya 2 vegades l'aposta.
- Doble columna/dotzena. Juguen 24 números. Es guanya ½ vegada l'aposta.

## Porta
La porta, o esperança matemàtica, és la quantitat de diners que el casino guanya, de mitjana, en cada aposta. En la ruleta un número guanya 1/37 i perd 36/37:
- −1*36/37 + 35*1/37 = −0,0270 (2,70% porta)

La ruleta americana es diferencia de la francesa perquè té un '0' més. Les probabilitats canvien i fa el joc encara més avantatjós per al casino.
- −1*37/38 + 35*1/38 = −0,0526 (5,26% porta)